# Federico Canessi
Federico Canessi (del Campillo) (* 25. September 1905 in Mexiko-Stadt; † 29. August 1977 ebenda) war ein mexikanischer Bildhauer. Er zählt zu den Begründern der modernen figurativen Skulptur in Mexiko.

## Leben
Canessi studierte Bildhauerei an der Antigua Academia de San Carlos. Er war ein Schüler des Bildhauers und Goldschmieds Manuel Centurión (1883–1952). 1924 erhielt er ein Stipendium und ging im Auftrag der mexikanischen Regierung in die Vereinigten Staaten. Dort arbeitete er in New York und Chicago mit dem kroatischen Bildhauer Ivan Meštrović zusammen. Danach hielt er sich Europa auf.
1930 kehrte Canessi nach Mexiko zurück. Er unterrichtete an der Escole Central de Artes Plásticas. 1934 arbeitete er bei Oliverio Martínez am Monumento a la Revolución. 1966 gehörte er zu den Gründungsmitgliedern der Academia de Artes.
Canessi schuf zahlreiche, teilweise monumentale Skulpturen aus Holz, Stein, Ton und Bronze, Büsten und Reliefs; so schlug er beispielsweise in eine Felswand am Nezahualcóyotl-Stausee bei Raudales Malpaso (Chiapas) ein 25 Meter hohes und 240 Meter breites Felsrelief. Zu seinem Gesamtwerk gehören außerdem Masken, Kostüme und Bühnenbilder für Ballett- und Theateraufführungen.

## Werke (Auswahl)
- Miguel Hidalgo y Costilla
- Vicente Lombardo Toledano
- Bruno Traven
- Salvador Allende

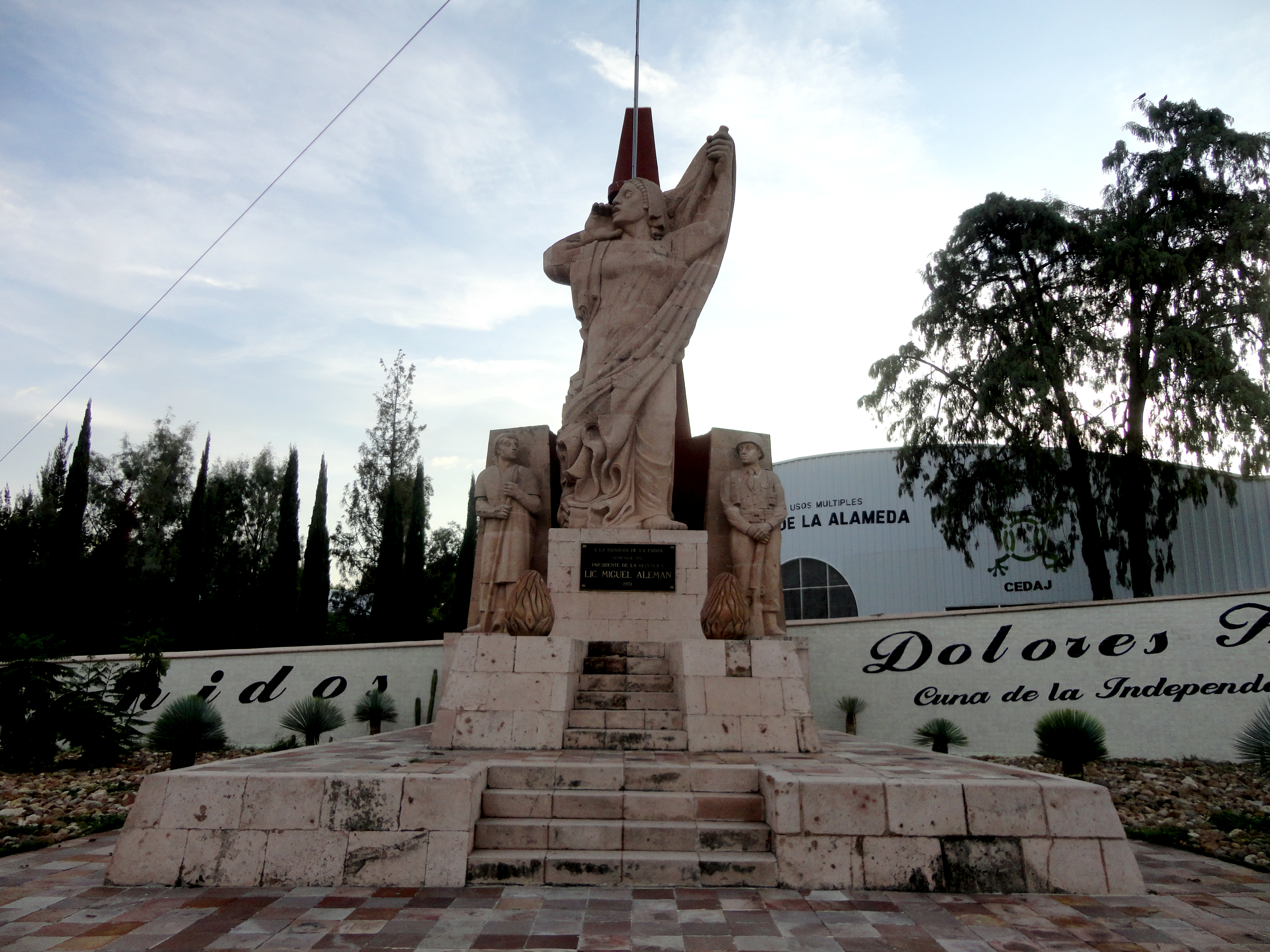
Federico Canessi: Monumento a la bandera in Dolores Hidalgo

- Monumento a la bandera, 1940, Iguala
- Monumento a Teodoro Larrey, 1950, Puebla
- Monumento al héroe de Nacozari, 1950, Toluca
- Monumento a la bandera, 1951, Dolores Hidalgo[3]
- Monumento al la familia, 1963, Tlatelolco
- Der Mensch, die Naturkräfte zum Nutzen auf dem Land und in der Industrie kontrollierend, 1964, Felsenrelief am Staudamm Nezahualcóyotl, Raudales Malpaso

## Auszeichnungen
- 1958: Großer internationaler Bildhauerpreis